# Mike Tiernan
Michael Joseph Tiernan (Trenton, Nueva Jersey, 21 de enero de 1867-Nueva York, Nueva York, 7 de noviembre de 1918), más conocido como Mike Tiernan, fue un jugador profesional estadounidense de béisbol que se desempeñó en la posición de jardinero derecho en las Grandes Ligas de Béisbol (MLB).

## Carrera
Tiernan jugó como profesional trece temporadas en New York Giants (1887-1899), y fue el equipo en el que se retiró.

## Títulos
Fue campeón en jonrones de la Liga Nacional en dos oportunidades (1890 y 1891).